# (14206) Sehnal
(14206) Sehnal (1999 CL10) – planetoida z pasa głównego asteroid okrążająca Słońce w ciągu 5,77 lat w średniej odległości 3,22 j.a. Odkryta 15 lutego 1999 roku.